# Monte Paschi Strade Bianche 2011
La 5e édition du Monte Paschi Strade Bianche a eu lieu le 5 mars 2011, en Toscane, avec un parcours tracé entre Gaiole in Chianti et Sienne sur 190 kilomètres, empruntant les strade bianche, chemins non goudronnés.

## Présentation

### Équipes
On retrouve un total de 14 équipes au départ, 7 faisant partie des ProTeams, la première division mondiale, et les 7 autres des équipes continentales professionnelles, la seconde division mondiale.
| ProTeams (7)- BMC Racing Team - HTC-Highroad - Lampre-ISD - Liquigas-Cannondale - Omega Pharma-Lotto - Garmin-Cervélo - Leopard-Trek Équipes continentales professionnelles (7)- Acqua & Sapone - Androni Giocattoli-C.I.P.I - Colnago-CSF Inox - De Rosa-Ceramica Flaminia - Farnese Vini-Neri Sottoli - Geox-TMC - Team Type 1-Sanofi Aventis |
| |

### Principaux favoris
Si le plateau n'est pas particulièrement fourni en quantité, avec seulement 14 équipes de 8 coureurs, on retrouve malgré tout 7 UCI ProTeams et 7 équipes cyclistes continentales professionnelles. Des grands noms sont là au départ donné à Gaiole in Chianti vers 11h du matin. Les favoris sont l'ancien vainqueur Fabian Cancellara (Leopard-Trek), aidé par l'Allemand Fabian Wegmann et le Luxembourgeois Andy Schleck, dont l'état de forme ne fait de lui qu'un équipier, le Belge Philippe Gilbert (Omega Pharma-Lotto), toujours redoutable sur les terres italiennes, les Italiens Damiano Cunego (Lampre-ISD) et Giovanni Visconti (Farnese Vini-Neri Sottoli).

## Déroulement de la course
La première attaque est lancée par Alessandro De Marchi et Joost Posthuma. Un groupe compact se présente en tête aux premiers secteurs non asphaltés. On y retrouve Giairo Ermeti, Martin Kohler, Federico Rocchetti, Davide Ricci Bitti, Matthias Brändle, Martin Velits, Paolo Longo Borghini, Thomas Peterson, Greg Van Avermaet et Stuart O'Grady. Dans la foulée, Adam Hansen et Patrik Sinkewitz les rejoignent. L'avantage des échappés sur le peloton culmine à 3 minutes aux alentours de la mi-course. Van Avermaet et O'Grady tentent de s'extirper de ce petit groupe. A 15 kilomètres de la ligne, l'avantage a fondu et n'est plus que de 20 secondes. Le regroupement s'opère à 12 kilomètres de l'arrivée. Le peloton est alors particulièrement amoindri, on ne décompte qu'une soixantaine d'hommes. Au pied de la montée vers Sienne, dans des rues étroites et sinueuses, Philippe Gilbert accélère. Il est suivi par Alessandro Ballan et Damiano Cunego. Ces deux derniers échouent au sprint face au Belge tandis qu'un groupe de 16 coureurs se départage les places d'honneurs, dans le même temps, Piazza del Campo.

## Classements

### Classement de la course
| \| Classement général \| Classement général \| Classement général \| Classement général \| Classement général \| \| Coureur \| Coureur \| Pays \| Équipe \| Temps \| \| ------------------ \| ------------------------- \| ------------------ \| -------------------------- \| ------------------ \| \| 1er \| Philippe Gilbert \| Belgique \| Omega Pharma-Lotto \| 4 h 44 min 26 s \| \| 2e \| Alessandro Ballan \| Italie \| BMC Racing Team \| + 0 s \| \| 3e \| Damiano Cunego \| Italie \| Lampre-ISD \| + 0 s \| \| 4e \| Jure Kocjan \| Slovénie \| Team Type 1-Sanofi Aventis \| + 0 s \| \| 5e \| Fabian Cancellara \| Suisse \| Leopard-Trek \| + 0 s \| \| 6e \| Ángel Vicioso \| Espagne \| Androni Giocattoli \| + 0 s \| \| 7e \| Oscar Gatto \| Italie \| Farnese Vini-Neri Sottoli \| + 0 s \| \| 8e \| Giovanni Visconti \| Italie \| Farnese Vini-Neri Sottoli \| + 0 s \| \| 9e \| Greg Van Avermaet \| Belgique \| BMC Racing Team \| + 0 s \| \| 10e \| Fabian Cancellara \| Suisse \| Leopard-Trek \| + 0 s \| \| 11e \| Michael Albasini \| Suisse \| HTC-Highroad \| + 0 s \| \| 12e \| Ryder Hesjedal \| Canada \| Garmin-Cervélo \| + 0 s \| \| 13e \| David de la Fuente \| Espagne \| Geox-TMC \| + 0 s \| \| 14e \| David Gutiérrez Gutiérrez \| Espagne \| Geox-TMC \| + 0 s \| \| 15e \| George Hincapie \| États-Unis \| BMC Racing Team \| + 0 s \| \| 16e \| Massimo Codol \| Italie \| Acqua & Sapone \| + 0 s \| \| 17e \| Patxi Vila \| Espagne \| De Rosa-Ceramica Flaminia \| + 0 s \| \| 18e \| Emanuele Sella \| Italie \| Androni Giocattoli \| + 0 s \| \| 19e \| Marco Pinotti \| Italie \| HTC-Highroad \| + 0 s \| \| 20e \| Rubens Bertogliati \| Suisse \| Team Type 1-Sanofi Aventis \| + 40 s \| |                           |            |                            |                 |
| |                           |            |                            |                 |
| |                           |            |                            |                 |
| Classement général |                           |            |                            |                 |
| Coureur | Coureur                   | Pays       | Équipe                     | Temps           |
| 1er | Philippe Gilbert          | Belgique   | Omega Pharma-Lotto         | 4 h 44 min 26 s |
| 2e | Alessandro Ballan         | Italie     | BMC Racing Team            | + 0 s           |
| 3e | Damiano Cunego            | Italie     | Lampre-ISD                 | + 0 s           |
| 4e | Jure Kocjan               | Slovénie   | Team Type 1-Sanofi Aventis | + 0 s           |
| 5e | Fabian Cancellara         | Suisse     | Leopard-Trek               | + 0 s           |
| 6e | Ángel Vicioso             | Espagne    | Androni Giocattoli         | + 0 s           |
| 7e | Oscar Gatto               | Italie     | Farnese Vini-Neri Sottoli  | + 0 s           |
| 8e | Giovanni Visconti         | Italie     | Farnese Vini-Neri Sottoli  | + 0 s           |
| 9e | Greg Van Avermaet         | Belgique   | BMC Racing Team            | + 0 s           |
| 10e | Fabian Cancellara         | Suisse     | Leopard-Trek               | + 0 s           |
| 11e | Michael Albasini          | Suisse     | HTC-Highroad               | + 0 s           |
| 12e | Ryder Hesjedal            | Canada     | Garmin-Cervélo             | + 0 s           |
| 13e | David de la Fuente        | Espagne    | Geox-TMC                   | + 0 s           |
| 14e | David Gutiérrez Gutiérrez | Espagne    | Geox-TMC                   | + 0 s           |
| 15e | George Hincapie           | États-Unis | BMC Racing Team            | + 0 s           |
| 16e | Massimo Codol             | Italie     | Acqua & Sapone             | + 0 s           |
| 17e | Patxi Vila                | Espagne    | De Rosa-Ceramica Flaminia  | + 0 s           |
| 18e | Emanuele Sella            | Italie     | Androni Giocattoli         | + 0 s           |
| 19e | Marco Pinotti             | Italie     | HTC-Highroad               | + 0 s           |
| 20e | Rubens Bertogliati        | Suisse     | Team Type 1-Sanofi Aventis | + 40 s          |